# Cohors I Ulpia Dacorum
Die Cohors I Ulpia Dacorum [equitata] (deutsch 1. Kohorte die Ulpische der Daker [teilberitten]) war eine römische Auxiliareinheit. Sie ist durch Militärdiplome, eine Inschrift und die Notitia dignitatum belegt. In der Inschrift wird sie als Cohors III Dacorum bezeichnet, in der Notitia dignitatum als Cohors prima Ulpia Dacorum.

## Namensbestandteile
- Cohors: Die Kohorte war eine Infanterieeinheit der Auxiliartruppen in der römischen Armee.

- I: Die römische Zahl steht für die Ordnungszahl die erste (lateinisch prima). Daher wird der Name dieser Militäreinheit als Cohors prima .. ausgesprochen.

- Ulpia: die Ulpische. Die Ehrenbezeichnung bezieht sich auf Kaiser Trajan, dessen vollständiger Name Marcus Ulpius Traianus lautet.

- Dacorum: der Daker. Die Soldaten der Kohorte wurden bei Aufstellung der Einheit aus dem Volk der Daker rekrutiert.

- equitata: teilberitten. Die Einheit war ein gemischter Verband aus Infanterie und Kavallerie.[A 1]

Da es keine Hinweise auf den Namenszusatz milliaria (1000 Mann) gibt, war die Einheit eine Cohors quingenaria equitata. Die Sollstärke der Kohorte lag bei 600 Mann (480 Mann Infanterie und 120 Reiter), bestehend aus 6 Centurien Infanterie mit jeweils 80 Mann sowie 4 Turmae Kavallerie mit jeweils 30 Reitern.

## Geschichte
Die Kohorte war in der Provinz Syria stationiert. Sie ist auf Militärdiplomen für die Jahre 129 bis 156/157 n. Chr. aufgeführt.
Die Einheit wurde wahrscheinlich nach dem ersten Dakerkrieg Trajans um 103/104 aufgestellt und vermutlich im Anschluss in der Provinz Syria stationiert. Der erste Nachweis in Syria beruht auf Diplomen, die auf 129 datiert sind. In den Diplomen wird die Kohorte als Teil der Truppen (siehe Römische Streitkräfte in Syria) aufgeführt, die in der Provinz stationiert waren. Weitere Diplome, die auf 153 bis 156/157 datiert sind, belegen die Einheit in derselben Provinz.
Eine Vexillation der Kohorte nahm am Partherkrieg des Lucius Verus (161–166) teil. Sie wird in einer Inschrift als Teil der Einheiten aufgelistet, die unter der Leitung von Marcus Valerius Lollianus standen. In der Inschrift steht, dass Lollianus Kommandeur in Mesopotamia über Abteilungen ausgewählter Reiter der Alen […] und der Kohorten gewesen ist.
Letztmals erwähnt wird die Einheit in der Notitia dignitatum mit der Bezeichnung Cohors prima Ulpia Dacorum für den Standort Claudiana. Sie war Teil der Truppen, die dem Oberkommando des Dux Syriae unterstanden.

## Standorte
Standorte der Kohorte in Syria waren möglicherweise:
- Claudiana: Die Einheit wird in der Notitia dignitatum für diesen Standort aufgeführt.

## Angehörige der Kohorte
Folgende Angehörige der Kohorte sind bekannt:

### Kommandeure
- Tiberius Claudius Maximinus: er wird auf mehreren Diplomen von 129 als Kommandeur genannt.

### Sonstige
| - [?]: ein Diplom von 129 (ZPE-183-236) wurde für ihn ausgestellt. - [?], ein Fußsoldat: ein Diplom von 129 (Chiron-2006-241) wurde für ihn ausgestellt. - [?], ein Fußsoldat: ein Diplom von 129 (Chiron-2006-242) wurde für ihn ausgestellt. | - [?]: ein Diplom von 129 (ZPE-190-293) wurde für ihn ausgestellt. - M(arcus) Ulpius []: ein Diplom von 129 (Chiron-2006-239) wurde für ihn ausgestellt. - [M(arcus) Ulp]ius Canuleius, ein Fußsoldat: ein Diplom von 129 (Chiron-2006-230) wurde für ihn ausgestellt. |